# Harmalia anacharsis
Harmalia anacharsis är en insektsart som beskrevs av Ronald Gordon Fennah 1969. Harmalia anacharsis ingår i släktet Harmalia och familjen sporrstritar. Inga underarter finns listade i Catalogue of Life.